# Ein 'Arik
Ein 'Arik (àrab: عين عريك, ʿAyn ʿArīk) és una vila palestina en la governació de Ramal·lah i al-Bireh al centre de Cisjordània, situada 7 kilòmetres a l'oest de Ramal·lah. Segons l'Oficina Central d'Estadístiques de Palestina (PCBS), tenia 2.005 habitants en 2016, dels quals una tercera part són cristians.

## Història
Al sud-oest del poble hi ha Khirbet al-Hafi, on s'ha trobat ceràmica romana d'Orient, juntament amb fragments de vidre i terrasses agrícoles antigues. En època croada era coneguda com a Bayt Arif, i ja cap a la meitat del segle xi, el poble, juntament amb un altre just al nord de Jerusalem, pertanyia a l'Església Ortodoxa Siríaca. Cap a 1099, la vila va ser abandonada i, per tant, va ser annexada per un croat, Geoffry de la Torre de David. En 1106, va ser empresonat a Egipte, i el seu nebot es va fer càrrec de les finques. No obstant això, l'església jacobita va apel·lar a la reina Melisenda de Jerusalem per obtenir la seva propietat. Això va ser finalment concedit en 1138. S'hi ha trobat ceràmica croada/abbàssida i dels primers anys de la dominació otomana.

### Època otomana
Ein Arik, com la resta de Palestina, va ser incorporada a l'Imperi Otomà en 1517, i el 1596 'Ain' Arik va aparèixer als registres fiscals com a parat de la nàhiya d'al-Quds del liwà homònim. Tenia una població de 24 llars, 14 musulmanes i 10 cristianes. Els vilatans van pagar impostos sobre blat, ordi, oliveres, vinyes i fruiters, cabres i ruscs.
En 1838, Edward Robinson la va assenyalar com una vila en part cristians, amb 25 homes cristians, i la resta musulmans. Era situada a la regió Beni Harith al nord de Jerusalem.
En 1870 l'explorador francès Victor Guérin va trobar que Ein 'Arik tenia «quaranta cases petites, habitades per meitat musulmans, meitat cismàtics grecs, que tenen una església.» Una llista de pobles otomans d'aproximadament el mateix any, 1870, va demostrar que Ein 'Arik tenia 41 cases amb 179 homes musulmans, i 24 cases amb 80 homes cristians grecs; un total de 65 cases amb 259 homes. El recompte de població només inclou homes.
En 1883 el Survey of Western Palestine del Fons per a l'Exploració de Palestina va descriure Ain' Arik com «un petit vilatge de pedra en una vall profunda amb una església grega, els habitants són cristians grecs. Hi ha una bona deu a l'oest en un petit corrent. El lloc és envoltat per oliveres i hi ha llimoners i altres arbres al voltant de l'aigua.»
En 1896 la població d' 'Ain arik era estimada en 471 persones; la meitat cristians i l'altra meitat musulmans.

### Època del Mandat Britànic
En el cens de Palestina de 1922, organitzat per les autoritats del Mandat Britànic, la població d'Ain 'Arik era de 200 cristians i 165 musulmans, incrementats en el cens de 1931 a 220 cristians i 274 musulmans en un total de 117 cases.
En el cens de 1945 la població d'Ein 'Arik era de 610 habitants; 360 musulmans i 250 cristians, mentre que l'àrea total de terra era de 5,934 dúnams, segons una enquesta oficial de terra i població. D'aquests, 2.203 eren per plantacions i terra de rec, 1.168 per a cereals, mentre 32 dúnams eren classificats com a sòl edificat.

### Després de 1948
En la vespra de guerra araboisraeliana de 1948, i després dels acords d'armistici araboisraelians de 1949, Ein 'Arik fou ocupada pel regne haixemita de Jordània. Després de la Guerra dels Sis Dies de 1967 va romandre sota l'ocupació israeliana.
Hi ha dues esglésies situades al poble, una ortodoxa cristiana i l'altre catòlica romana, Couvent Saint-Etienn. Hi ha una mesquita al centre del poble i té el minaret més alt de tota Palestina.